# پادشاه سوندوک
پادشاه سوندوک (هانگول:선덕)، (۷۸۵ ~ ۷۸۰ میلادی) سی و هفتمین پادشاه شیلا یک پادشاهی از سه پادشاهی کره بود.